# Zigarrenbrand
Als Zigarrenbrand bezeichnet man fassgelagerte Alkoholdestillate, die während der Lagerung (oft mit höherem Alkoholgehalt als in der späteren Trinkstärke) an geschmacklicher Schärfe verlieren und zugleich vom Holz Aromastoffe annehmen. Der Name entstand, weil die in dieser Weise gelagerten Destillate aufgrund der entstehenden süßlich-holzigen Note bei Rauchern besonderen Anklang finden und z. B. zur Zigarre konsumiert werden.
Für den Ausbau in Holzfässern verwendet man nicht nur die „klassischen“ fassgelagerten Spirituosen wie Cognac (Wein), Calvados (Cidre/Most), Whisky (Malz/Rohfrucht) oder Rum (Melasse/Zuckerrohr); sondern auch Brände aus Pflaume/Zwetschge, Aprikose, Mirabelle, Apfel, Birne, Quitte, Bier oder Getreide. Typische Holzsorten für Zigarrenbrandfässer sind vor allem Eichen- und Kastanienholz.